# Mispila minor
Mispila minor là một loài bọ cánh cứng trong họ Cerambycidae.